# Кирсанов, Николай Васильевич
Николай Васильевич Кирсанов (1914—2002) — советский авиаконструктор, Герой Социалистического Труда. Лауреат Сталинской и Ленинской премий.

## Биография
Николай Васильевич Кирсанов родился 13 октября 1914 года во Владимире. В 1937 году он окончил Московский авиационный институт, после чего работал инженером-конструктором на авиационном заводе № 81. В ноябре 1938 года был арестован органами НКВД СССР по обвинению в измене Родине и антисоветской агитации и пропаганде. Освобождён в январе 1940 года, когда его дело было прекращено. С 1941 года работал начальником конструкторской бригады на Омском авиационном заводе № 166, принимал участие в разработке и запуске в серийное производством самолётов «Ту-2».
В 1943 году Кирсанов был переведён в ОКБ А. Н. Туполева на должность начальника отдела специальных конструкций, занимал этот пост в течение 25 лет. За это время он участвовал в разработке катапультируемых кресел и систем аварийного покидания для ряда моделей самолётов, разрабатываемых в ОКБ. В 1968 году стал заместителем главного конструктора ОКБ А. Н. Туполева по самолётам семейства «Ту-95», а в 1974 году — главным конструктором этого семейства. При его участии создавались и запускались в серийное производство самолёты «Ту-142», «Ту-142М», «Ту-95МС», модернизировались самолёты «Ту-95» и его разновидности, «Ту-126», «Ту-114». В 1952 году за участие в разработке нового оборудования ему в числе нескольких конструкторов была присуждена Сталинская премия третьей степени, а в 1965 году за разработку и внедрение новых катапультных установок — Ленинская премия.
Указом Президиума Верховного Совета СССР Николай Васильевич Кирсанов был удостоен высокого звания Героя Социалистического Труда с вручением ордена Ленина и медали «Серп и Молот».
В 1998 году Кирсанов вышел на пенсию. Проживал в Москве. Скончался 3 февраля 2002 года, похоронен на Калитниковском кладбище Москвы.
Кандидат технических наук, доцент.

## Награды и премии
- Герой Социалистического Труда (03.09.1981)
- орден «За заслуги перед Отечеством» 3-й степени (21.02.1996)
- орден Ленина (03.09.1981)
- орден Октябрьской Революции (22.09.1972)
- орден Трудового Красного Знамени (12.07.1957)
- орден Красной Звезды (08.08.1947)
- медали[1]
- Ленинская премия (1965)
- Сталинская премия третьей степени (1952)